# Mads Berg Sande
Mads Berg Sande (Bergen, 1998. március 22. –) norvég korosztályos válogatott labdarúgó, a Haugesund középpályása.

## Pályafutása

### Klubcsapatokban
Sande a norvégiai Bergen városában született. Az ifjúsági pályafutását a helyi Fyllingsdalen akadémiájánál kezdte.
2014-ben mutatkozott be a Fyllingsdalen harmadosztályban szereplő felnőtt csapatában. 2017-ben átigazolt a Fana IL-hez. 2018 augusztusában a másodosztályú Nest-Sotra csapatához szerződött.
2020. február 20-án négyéves szerződést kötött az első osztályú Haugesund együttesével. Először a 2020. június 21-ei, Bodø/Glimt elleni mérkőzésen lépett pályára. 2020 szeptemberében kölcsönadták a Sandnes Ulfhoz a szezon hátralévő részére. Első gólját 2021. november 7-én, szintén a Bodø/Glimt ellen 2–2-es döntetlennel zárult találkozón szerezte.

### A válogatottban
Sande az U16-ostól egészen az U19-es korosztályig képviselte Norvégiát.

## Statisztikák
2023. április 16. szerint
| Klub                     | Szezon   | Osztály     | Bajnokság | Bajnokság | Kupa  | Kupa | Nemzetközi | Nemzetközi | Összesen | Összesen |
| Klub                     | Szezon   | Osztály     | Meccs     | Gól       | Meccs | Gól  | Meccs      | Gól        | Meccs    | Gól      |
| ------------------------ | -------- | ----------- | --------- | --------- | ----- | ---- | ---------- | ---------- | -------- | -------- |
| Nest-Sotra               | 2018     | OBOS-ligaen | 3         | 0         | 0     | 0    | —          | —          | 3        | 0        |
| Nest-Sotra               | 2019     | OBOS-ligaen | 24        | 3         | 2     | 2    | —          | —          | 26       | 5        |
| Nest-Sotra               | Összesen | Összesen    | 27        | 3         | 2     | 2    | 0          | 0          | 29       | 5        |
| Haugesund                | 2020     | Eliteserien | 9         | 0         | —     | —    | —          | —          | 9        | 0        |
| Haugesund                | 2021     | Eliteserien | 24        | 1         | 1     | 1    | —          | —          | 25       | 2        |
| Haugesund                | 2022     | Eliteserien | 29        | 6         | 1     | 0    | —          | —          | 30       | 6        |
| Haugesund                | 2023     | Eliteserien | 2         | 1         | 0     | 0    | —          | —          | 2        | 1        |
| Haugesund                | Összesen | Összesen    | 64        | 8         | 2     | 1    | 0          | 0          | 66       | 9        |
| Sandnes Ulf (kölcsönben) | 2020     | OBOS-ligaen | 14        | 2         | 0     | 0    | —          | —          | 14       | 2        |
| Összesen                 | Összesen | Összesen    | 105       | 13        | 4     | 3    | 0          | 0          | 109      | 16       |